# Nicolaas Bloembergen
Nicolaas Bloembergen (Dordrecht, 11 marzo 1920 – Tucson, 5 settembre 2017) è stato un fisico olandese naturalizzato statunitense, premiato con il Premio Nobel per la Fisica nel 1981.

## Biografia
Nacque l'11 marzo del 1920 nella città olandese di Dordrecht. Studiò fisica nell'Università di Utrecht e in quella di Leida, dove si laureò nel 1948.
Nel 1945 Bloembergen lascio il suo paese fuggendo dalle devastazioni della Seconda guerra mondiale negli Stati Uniti, dove divenne professore nella Università di Harvard.
Nel 1958 ottenne la cittadinanza statunitense.

## Investigazioni scientifiche
Nel 1945, Bloembergen ampliò i suoi studi nell'Università di Harvard, entrando a far parte dell'équipe di Edward Purcell che sei settimane prima del suo arrivo aveva scoperto la Risonanza magnetica nucleare (RMN). Bloembergen fu nominato in quel momento responsabile dello sviluppo della prima macchina a RMN. 
Nel 1981 fu premiato con il Premio Nobel per la Fisica insieme ad Arthur Leonard Schawlow e Kai Siegbahn per i suoi studi sulla spettroscopia. Bloembergen e Schawlow centrarono le loro ricerche sulla materia e sui laser.